# 13 Tuyutí
13 Tuyutí (Originalmente llamada a sus inicios NANAWA DE GLORIA), conocida también como «Regimiento 13», es una popular epopeya paraguaya. Es considerado el “himno de la polka paraguaya”. La letra de la canción pertenece al poeta y compositor Emiliano R. Fernández, que lo escribió durante la Guerra del Chaco, en la cual participó. La composición musical es obra del Maestro compositor César Medina Velázquez. Esta composición, dedicada al Regimiento 13, enaltece la valentía de los soldados paraguayos que lucharon con determinación en suelo chaqueño.
La canción tiene referencias a personajes históricos como el militar alemán Hans Kundt, quien tras nacionalizarse boliviano, se desempeñó como comandante en jefe de las tropas bolivianas en la Guerra del Chaco y y al Cnel. Irrazábal, donde estuvo al mando de la 5a división de Infantería. Fernández la escribió durante su estadía en las filas del legendario Regimiento 13 Tuyutí, donde también fraguó otras canciones que le dieron sello al cancionero popular paraguayo. Como se trata de una épica o epopeya, es de las pocas polkas cuyas estrofas no se repiten.

## Letra
| Na tahupimi mano a la visera ha tambojoja che mbarakami Amongaraívo Nanawa trinchera taropurahéi "13 Tujutî" Aropurahéita Regimiento 13 Nanawa de gloria jeroviahaite Ha ityvyra'i Regimiento 7 la muralla viva mopu’â hare Ro'atamahágui tesaraietépe peteî ko'ême roñeñanduka Roheja haguâ ore ra'yrépe pedestal de gloria oma'ê haguâ Ore avei Paraguaietéva soldado ja'érô urunde'ymi Ndaha'eivoínte rojalavaséva ¡norôikotevêi ñererôchîchî! Mi Comando Irra, hendive Brizuela mokoîve voi aña mbaraka Ha el león chaqueño ijykére kuéra mayor Caballero ore ruvicha Cachorro de tigre suele ser overo mácho ra'yre, machíto jey Oimê ikuatiápe 20 de enero pe neñongatu peê mbohapy Oimeve va'erâ ku oreraperâme ore ra'ârôva laurelty pyahu Ojupihaguâ umíva ru'âme Regimiento 13 oñekuâmbopu Modelo ore pópe, Tujuti ore réra mitâ'i pyatâ, lampíño kuete Guyra ha yvytu oñesûpehêva ore rovasáva ohasa jave | Oikove pukúva mante ohechapáne Regimiento 13 rapykuereta Ha letra de oro pemâ ojeguáne historia pyahu ko'êramogua Reínte voli heko ensugûyva ndohechamo'âi y Paraguay Oihaperâme ipopîa rasýva Regimiento 13, kavichu pochy Kundt ko oimo'ânte raka'e ijypýrô ojuhúta ápe pire pererî Ha ojepojoka gringo tuja výro Nanawa rokêre ojoso itî Oguahe jave veinte de enero iko'ê ha ára viernes rovasy Ohuâi va'ekue a sangre y fuego oikepávo ápe ña voli memby Ko'êti guive ore retén dóspe Kundt rembijokuái ndoikatúi oike Osêgui hapépe Rodolfito López mboka'i ratápe ohova pete Umi “ciento cinco” ipu apenóva mbohapy hendaguio ihu'u tata Hechapyrami tatati ojapóva ñu ha ka'aguy osununumba Ñahendúro hína guyryry oikóva ndaja'éi voi jaikovetaha Ndaipóri rupi ipy'a popóva tape ndojuhúi tembiguái ava Ipyahê kañô ndosovéi metralla jáma mboka'i ha yvate avión Ha ni upevére ndoku'éi muralla omoî va'ekue Quinta División | Ñane tî ko'o oúvo yvytúre kañô ha mboka ratatinengue Ha ojo'a ári jahecha pe ñúre inêvu joa voli re'ôngue Ava'i akângue ko'ápe ha pépe Aka Vera kuéra omosarambi A lo chirkaty machéte haimbépe ikokuepeguáicha lo mitâ okopi Péichane voi aipo aña retâme la mba'e pochy ifunsionjave Ohecha, ohendúvamante ogueroviáne Nanawa de Gloria fárra karape ¡Otro pitopu Nanawa de Gloria héra opytáma mandu'arâmi! Oescribi ichupe ipyahúva historia tamoñarô kuéra “13 Tujuti” Tuguyeta apytépe ou la victoria Regimiento 13 opukavymi Ága ikatúma he'i la historia ndopamo'âiha raza guarani Na tahupimi mano a la visera ha tamondoho che puraheimi Amongaraíma Nanawa trinchera ha che Regimiento 13 Tujuti Número 13, che regimiento tamoñarómente ojekuaa Fortín Nanawa, che campamento la muralla viva oje'eha Fortín Nanawa, che campamento la heroica Quinta, che división Número 13, che regimiento solito el Uno, che batallón... |

Aclaraciones sobre el fonema guaraní: la H se pronuncia de forma aspirada (como la H del inglés), la Y es una vocal gutural de tipo cerrada central no redondeada, el apóstrofo o pusó (') interrumpe la pronunciación y marca un hiato indistintamente, la ~ indica que la vocal es nasal (se pronuncia marcándola con la nariz). La J se pronuncia como la "J" inglesa, la CH se pronuncia como la "SH" del inglés, la R inicial no se pronuncia como "erre" sino como aquella R en medio de dos vocales. Por norma general, debe aclararse que en el idioma guaraní solo se acentúan gráficamente las palabras cuando éstas son graves o esdrújulas; cuando no hay tilde en toda la palabra significa que la acentuación va en la última sílaba. Esto es así ya que la mayoría de las palabras en guaraní son agudas.

## Intérprete
- Grupo Generación, de Villarrica, con un estilo más multirítmico, un interludio ralentizado y varias capas vocales (amalgamando voces graves y agudas).
- Francisco Russo, "el juglar del heroismo paraguayo", es de los pocos que interpreta la canción completa. A veces incluye un interludio de acapela.
- Aníbal Lovera y su conjunto chacoré, con una interpretación más clásica y tradicional.
- Tierra Adentro, realiza una versión de 	Polka fusión versión más rápida.